# Sono=Sono
Sono=Sono (Sono come sono) è una canzone della rock band italiana Bluvertigo. È stata pubblicata nel 2000 come singolo e il video è stato presentato in esclusiva da MTV Brand New. La canzone fa parte dell'album Zero - ovvero la famosa nevicata dell'85, ultimo della cosiddetta "trilogia chimica".

## Videoclip
Il videoclip di Sono=Sono mostra in primo piano i volti dei membri dei Bluvertigo che si deformano e cambiano continuamente.
Il videoclip è stato pubblicato su Youtube nel 2009.

## Tracce
1. Sono=Sono (radiophobic)
2. Sotterraneo
3. How Did I Get It?
4. Sono=Sono (andory dance mix)
5. How Did I Get Here?
6. Sovrappensiero (electric live-check)

## Classifiche
| Classifica (2000) | Posizione massima |
| ----------------- | ----------------- |
| Italia            | 45                |